# Gajapura, Harapanahalli
Gajapura là một làng thuộc tehsil Harapanahalli, huyện Davanagere, bang Karnataka, Ấn Độ.